# Милош Делетић
Милош Делетић (Београд, 14. октобар 1993) српски је фудбалер.

## Каријера
Током каријере Делетић је наступао за српске клубове Радник из Сурдулице, Јагодину, Напредак и Војводину, као и за поједине румунске прволигаше. Дана 26. јуна 2016. потписао је трогодишњи уговор са грчким АЕЛ-ом. Прва сезона била је прилично разочаравајућа јер није успео да постигне ниједан гол на 28 одиграних утакмица. У сезони 2017/18. био је стандардни првотимац. Први погодак за клуб постигао је на утакмици против Аполона Смирниса, која се завршила победом од 1:0. Скоро месец дана касније дао је гол у победи од 2:0 против Ламије, а био је МВП утакмице. Дана 25. фебруара 2018. вратио се на терен након месец дана због повреде и постигао је једини погодак у победи против Платанијаса. У последњој утакмици у сезони, 5. маја 2018. године, постигао је погодак за свој тим у ремију са Ламијом резултатом 1:1. Остварио је укупно 30 наступа у сезони, постигао је 5 голова и имао 5 асистенција, чиме је помогао да тим избегне испадање из лиге.
У првој утакмици сезоне 2018/19, Делетић је постигао погодак којим је АЕЛ победио у гостима против Аполона Смирниса. Дана 20. октобра 2018. постигао је погодак, али је његов тим поражен од Ламије резултатом 2:1 код куће. Дана 11. новембра 2018. постигао је гол у победи од 2:0 на домаћем терену против ПАС Јањине.
Делетић је 9. јануара 2019. постигао први гол на утакмици против Астераса Триполиса у шеснаестини финала грчког купа (победа 3:2). Дана 27. јануара 2019, постигао је изједначујући гол против Панатинаикоса, чиме је свом тиму донео важан бод у борби за опстанак.
Дана 1. јула 2019. потписао је трогодишњи уговор са екипом АЕК из Атине. Први гол за клуб постигао је 29. септембра против солунског ПАОК-а.
Од 31. јануара 2020. придружио се Астерасу Триполису на шестомесечној позајмици.

## Статистике каријере

### Клуб
Ажурирано 16. фебруар 2020.
| Клуб              | Сезона          | Лига             | Лига    | Лига   | Куп     | Куп    | Континентално | Континентално | Друго   | Друго  | Укупно  | Укупно |
| Клуб              | Сезона          | Дивизија         | Наступи | Голови | Наступи | Голови | Наступи       | Голови        | Наступи | Голови | Наступи | Голови |
| ----------------- | --------------- | ---------------- | ------- | ------ | ------- | ------ | ------------- | ------------- | ------- | ------ | ------- | ------ |
| Младеновац        | 2011/12         | Прва лига Србије | 12      | 3      | 0       | 0      | —             | —             | —       | —      | 12      | 3      |
| Младеновац        | Укупно          | Укупно           | 12      | 3      | 0       | 0      | —             | —             | —       | —      | 12      | 3      |
| Војводина         | 2012/13         | Суперлига Србије | 7       | 1      | 1       | 0      | 0             | 0             | —       | —      | 8       | 1      |
| Војводина         | Укупно          | Укупно           | 7       | 1      | 1       | 0      | 0             | 0             | —       | —      | 8       | 1      |
| Напредак Крушевац | 2013/14         | Прва лига Србије | 4       | 0      | 0       | 0      | —             | —             | —       | —      | 4       | 0      |
| Напредак Крушевац | Укупно          | Укупно           | 4       | 0      | 0       | 0      | —             | —             | —       | —      | 4       | 0      |
| Сагеата Наводари  | 2013/14         | Лига I           | 15      | 2      | 0       | 0      | —             | —             | —       | —      | 15      | 2      |
| Сагеата Наводари  | 2014/15         | Лига I           | 8       | 2      | 1       | 0      | —             | —             | —       | —      | 9       | 2      |
| Сагеата Наводари  | Укупно          | Укупно           | 23      | 4      | 1       | 0      | —             | —             | —       | —      | 24      | 4      |
| Академика Аргес   | 2014/15         | Лига II          | 12      | 5      | 0       | 0      | —             | —             | —       | —      | 12      | 5      |
| Академика Аргес   | Укупно          | Укупно           | 12      | 5      | 0       | 0      | —             | —             | —       | —      | 12      | 5      |
| Јагодина          | 2015/16         | Суперлига Србије | 13      | 0      | 1       | 0      | —             | —             | —       | —      | 14      | 0      |
| Јагодина          | Укупно          | Укупно           | 13      | 0      | 1       | 0      | —             | —             | —       | —      | 14      | 0      |
| Радник Сурдулица  | 2015/16         | Суперлига Србије | 14      | 2      | 0       | 0      | —             | —             | —       | —      | 14      | 2      |
| Радник Сурдулица  | Укупно          | Укупно           | 14      | 2      | 0       | 0      | —             | —             | —       | —      | 14      | 2      |
| АЕЛ               | 2016/17         | Суперлига Грчке  | 26      | 0      | 2       | 0      | —             | —             | —       | —      | 28      | 0      |
| АЕЛ               | 2017/18         | Суперлига Грчке  | 25      | 5      | 5       | 0      | —             | —             | —       | —      | 30      | 5      |
| АЕЛ               | 2018/19         | Суперлига Грчке  | 23      | 5      | 3       | 1      | —             | —             | —       | —      | 26      | 6      |
| АЕЛ               | Укупно          | Укупно           | 74      | 10     | 10      | 1      | —             | —             | —       | —      | 84      | 11     |
| АЕК Атина         | 2019–20         | Суперлига Грчке  | 9       | 1      | 0       | 0      | —             | —             | —       | —      | 9       | 1      |
| Астерас Триполи   | 2019–20         | Суперлига Грчке  | 3       | 1      | 0       | 0      | —             | —             | —       | —      | 3       | 1      |
| Каријера укупно   | Каријера укупно | Каријера укупно  | 171     | 27     | 13      | 1      | 0             | 0             | 0       | 0      | 184     | 28     |